# Hisarcık (district)
Hisarcık is een Turks district in de provincie Kütahya en telt 14.807 inwoners (2007). Het district heeft een oppervlakte van 372,94 km².
De bevolkingsontwikkeling van het district is weergegeven in onderstaande tabel.
| 1997   | 2000   | 2007   |
| ------ | ------ | ------ |
| 19.780 | 20.902 | 14.807 |